# Vis à tôle
La vis à tôle et autotaraudeuse est une vis de fixation.
Les vis à tôle ont un profil triangulaire.
Il y a trois types d'extrémités :
- bout arrondi (R) ;
- bout pointu (C) ;
- bout plat (F).

Ces vis sont utilisées pour les tôles, les matériaux tendres et les matières plastiques.
L'avant-trou de perçage pour vis à tôle dépend du matériau et de l'épaisseur.
Pour le plastique, le trou sera taraudé (avant montage) s'il s'agit de vis de grand diamètre ou de matériau cassant.
| Diam. nom.    | ST 1,5 | ST 1,9 | ST 2,2 | ST 2,6 | ST 2,9 | ST 3,3 | ST 3,6 | ST 3,9 | ST 4,2 | ST 4,8 | ST 5,5 | ST 6,3 | ST 8 | ST 9,5 |
| ------------- | ------ | ------ | ------ | ------ | ------ | ------ | ------ | ------ | ------ | ------ | ------ | ------ | ---- | ------ |
| Pas (approx.) | 0,5    | 0,6    | 0,8    | 0,9    | 1      | 1,3    | 1,3    | 1,4    | 1,4    | 1,6    | 1,8    | 1,8    | 2,1  | 2,1    |